# Леандро Паредес
Леандро Данијел Паредес (шп. Leandro Daniel Paredes; Сан Хусто, 29. јун 1994) професионални је аргентински фудбалер који тренутно игра у италијанској Серији А за Рому, као и за репрезентацију Аргентине на средини терена.

## Трофеји

### Зенит Санкт Петербург
- Првенство Русије (1) : 2018/19.

### Париз Сен Жермен
- Првенство Француске (3) : 2018/19, 2019/20, 2021/22.
- Куп Француске (2) : 2019/20, 2020/21.
- Лига куп Француске (1) : 2019/20.
- Суперкуп Француске (3) : 2019, 2020, 2022.
- Лига шампиона : финале 2019/20.

### Аргентина
- Светско првенство (1) : 2022.
- Копа Америка (2) : 2021, 2024.